# Lomas de Zaragoza
Lomas de Zaragoza är en ort i Mexiko.   Den ligger i kommunen Corregidora och delstaten Querétaro Arteaga, i den centrala delen av landet, 180 km nordväst om huvudstaden Mexico City. Lomas de Zaragoza ligger 2 053 meter över havet och antalet invånare är 182.
Terrängen runt Lomas de Zaragoza är platt åt sydväst, men åt nordost är den kuperad. Runt Lomas de Zaragoza är det ganska tätbefolkat, med 104 invånare per kvadratkilometer. Närmaste större samhälle är Santiago de Querétaro, 11,4 km norr om Lomas de Zaragoza. Omgivningarna runt Lomas de Zaragoza är en mosaik av jordbruksmark och naturlig växtlighet.